# 马来西亚辅警

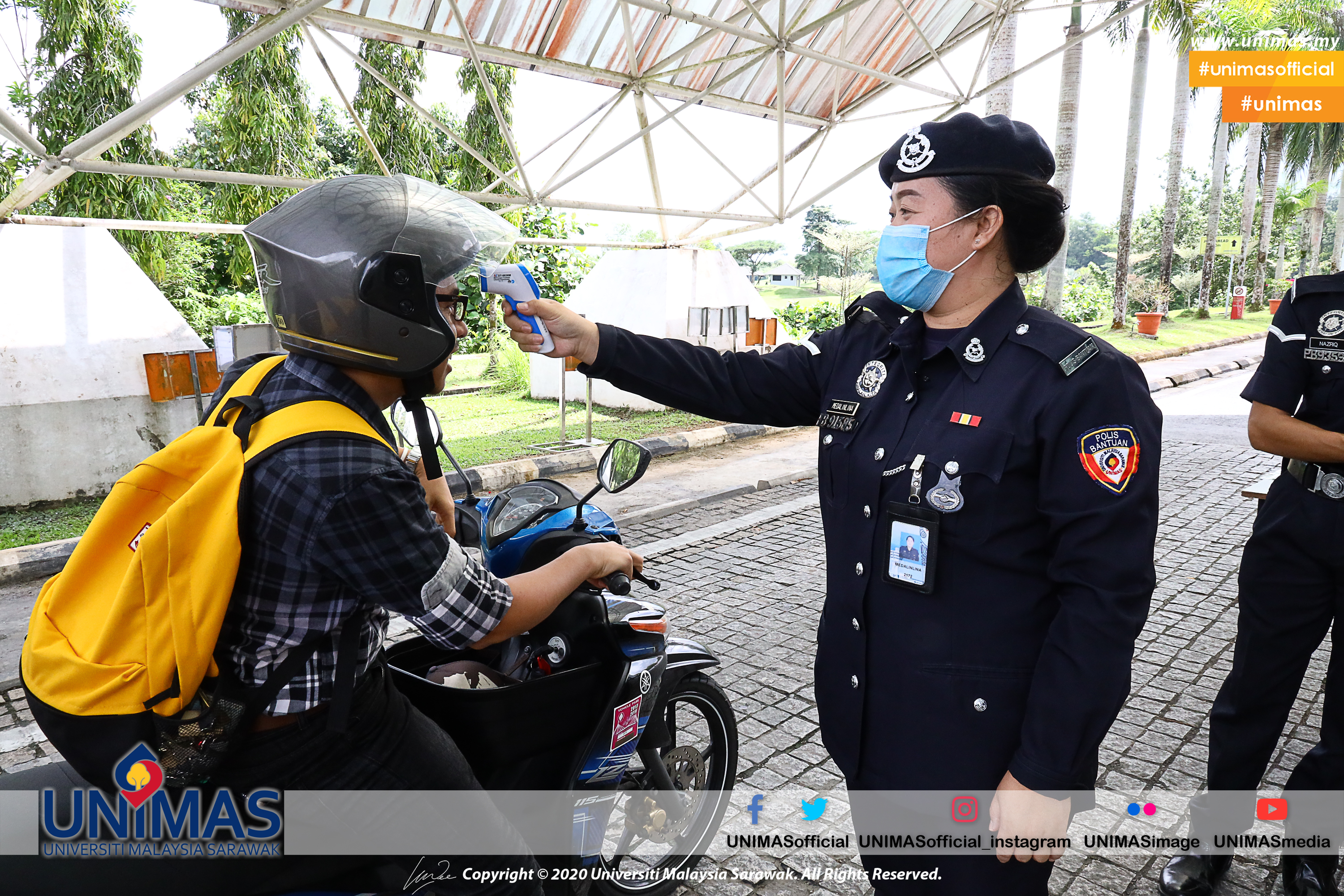
马来西亚砂拉越大學的女辅警正在检測大學職員的體溫

马来西亚辅警是由马来西亚皇家警察授权的辅助警察部队。辅警在授权范围内当值执行警察工作时，职权与正规警员相同。
辅警受聘于政府部门、法定机构及私人机构，并不直接隶属于内政部。根据《1976年警察法令》第47至50条文及《1970年警察（辅助警察）条例》，他们必须完成9个星期的辅警训练，在指定范围内有与同级警员相等和拥枪的权力，其职责是协助警察在警力不能干涉的区域维持治安，以及在必要情况下成为皇家警察的支援单位。
2018年为止，全国有245个获得授权机构拥有辅助警察部门。

## 制服與佩件
輔警制服與正規警察制服大同小異,例如行動服的胸前右衣袋的上方是貼绣着警员名字的布貼，左衣袋上方则是貼“POLIS BANTUAN”字样的布貼。刺繡的警阶则貼在右上臂,而刺繡的政府部门、法定机构及私人机构標誌则貼在左上臂。而辦公服的胸前右衣袋的上方扣警察廉正徽章,名牌和PB開頭的警員编号(例如PB12345) , 左衣袋旁扣哨子细铁链和扣皮革制的警民合作徽章以及上方扣彩带勛略章。衣领扣警徽和肩上两边是扣“POLIS BANTUAN”字样的白銀色鐵牌。铁制的警阶则扣在右上臂, 而刺繡的政府部门、法定机构及私人机构標誌貼在左上臂。